# Glossopteridales
Glossopteridales è un ordine fossile di gimnosperme del Permiano-Triassico che caratterizzava la flora della provincia australe (continente di Gondwana). Benché affini alle Pteridosperme, verosimilmente derivano direttamente da Progimnosperme del Devoniano.

Avevano portamento arboreo e foglie linguiformi (oblanceolate) con robusta nervatura centrale e venature pennate e reticolate. Il genere più conosciuto è Glossopteris.